# Phyllodesmium karenae
Phyllodesmium karenae is een slakkensoort uit de familie van de Facelinidae. De wetenschappelijke naam van de soort is voor het eerst geldig gepubliceerd in 2009 door Moore & Gosliner.